# Эррера, Серхио (испанский футболист)
Се́рхио Эрре́ра Пиро́н (исп. Sergio Herrera Pirón; 5 июня 1993, Миранда-де-Эбро, Испания) — испанский футболист, вратарь клуба «Осасуна».

## Клубная карьера
Эррера родился в городе Миранда-де-Эбро, в провинции Бургос и начинал свою карьеру в академии «Алавеса». В сезоне 2011/12 дебютировал за резервную команду в четвёртом дивизионе Испании. 28 ноября 2012 года Серхио дебютировал за основную команду «Алавеса» в матче Кубка Испании против «Барселоны».

## Достижения
«Алавес»
- Чемпион Сегунды B: 2012/13

«Осасуна»
- Чемпион Сегунды: 2018/19